# Spanien i olympiska vinterspelen 2002
Spanien deltog i olympiska vinterspelen 2002. Spaniens trupp bestod av 7 idrottare varav 4 var män och 3 var kvinnor. Den äldsta idrottaren i Spaniens trupp var Juan Jesús Gutiérrez (32 år, 244 dagar) och den yngsta var Carolina Ruíz (20 år, 127 dagar).

## Resultat

### Alpin skidåkning
- Super-G damer
  - Carolina Ruíz - 15
- Storslalom damar
  - María José Rienda - 6
  - Ana Galindo - 24
  - Carolina Ruíz - ?
- Slalom damer
  - María José Rienda - 15
  - Carolina Ruíz - 26

### Längdskidåkning
Johann Mühlegg tog guld i dessa tre grenar men han åkte fast för dopning och ifråntogs gulden.
- 30 km herrar
  - Juan Jesús Gutiérrez - 17
  - Haritz Zunzunegui - 41
  - Johann Mühlegg - Diskad
- 50 km herrar
  - Juan Jesús Gutiérrez - 20
  - Haritz Zunzunegui - ?
  - Johann Mühlegg - Diskad
- 10+10 km herrar
  - Juan Jesús Gutiérrez - 37
  - Haritz Zunzunegui - 54
  - Johann Mühlegg - Diskad

### Snowboard
- Halfpipe herrar
  - Íker Fernández - 23